# Piotr Mazurek
Piotr Mazurek (Varsavia, 26 ottobre 1993) è un politico polacco.

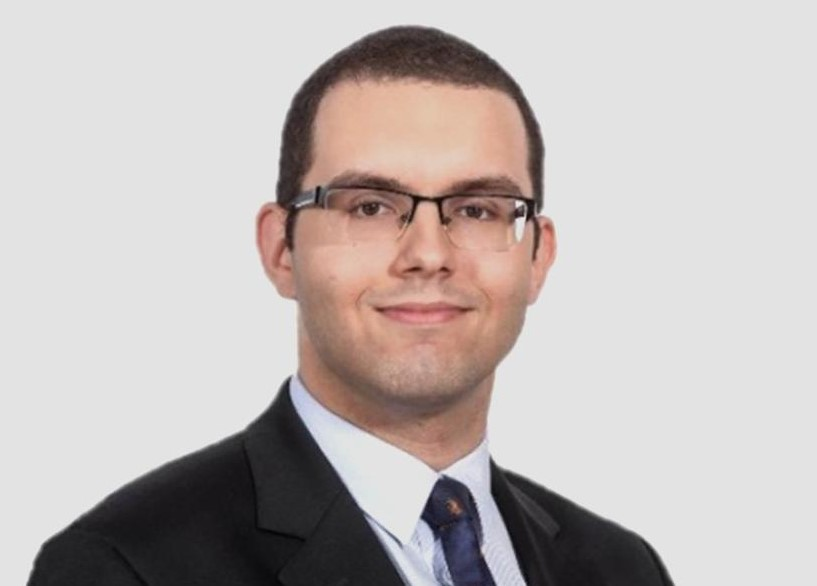
Piotr Mazurek

Nel settembre 2020 è stato sottosegretario di stato per poi venire nominato segretario di stato presso la cancelleria del primo ministro, plenipotenziario del governo per le politiche giovanili e vicepresidente del comitato per i benefici pubblici nel novembre del 2020.

## Biografia
È membro di Diritto e Giustizia  . Nelle elezioni del governo locale del 2018, è stato eletto consigliere comunale  di Varsavia sempre per Diritto e Giustizia. In Consiglio, è stato vicepresidente della Commissione Cultura e membro della Commissione Istruzione e della Commissione Nomenclatura Municipale  .
È stato coautore del disegno di legge che istituisce il Consiglio per il dialogo con le giovani generazioni  . Nell'ottobre 2019 è diventato membro di questo organo per poi venire eletto copresidente .
Il 23 settembre 2020 il Primo Ministro Mateusz Morawiecki lo ha nominato Sottosegretario di Stato alla Cancelleria del Primo Ministro e plenipotenziario del governo per le politiche giovanili  . Il 16 novembre dello stesso anno diventa Segretario di Stato presso la Cancelleria del Presidente del Consiglio dei Ministri, nonché vicepresidente del Comitato per il pubblico beneficio e nuovamente plenipotenziario per le politiche giovanili  .